# Смарт, Томми
Томас Смарт (англ. Thomas Smart; 20 сентября 1896 — 10 июня 1968), более известный как Томми Смарт (англ. Tommy Smart) — английский футболист, защитник. Всю свою профессиональную карьеру провёл в клубе «Астон Вилла». Также выступал за сборную Англии.

## Клубная карьера
Уроженец  Блэкхита (на тот момент — графство Стаффордшир), Смарт играл в футбол за команды «Раули Риджис» и «Блэкхит Таун». Затем началась война. Во время армейской службы в полку Южного Стаффордшира он продолжал играть в футбол. После окончания войны стал игроком клуба «Хейлсоуэн Таун» из Комбинации Бирмингема. В январе 1920 года перешёл в клуб Первого дивизиона Футбольной лиги «Астон Вилла» за 300 фунтов стерлингов. В основном составе «Виллы» дебютировал 14 февраля 1920 года в матче против «Эвертона» на стадионе «Вилла Парк». В том же сезоне провёл за команду четыре игры в Кубке Англии, включая финал против «Хаддерсфилд Таун», в котором «Астон Вилла» одержала победу с минимальным счётом. С 1922 года Смарт сформировал связку в обороне с Томми Мортом, которую в прессе называли «Смерть и слава» (англ. Death and Glory). Смарт был известен своими жёсткими отборами мяча, «бочкообразной» грудью и высоким ростом (188 см). В сезоне 1923/24 вновь помог команде выйти в финал Кубка Англии, но на этот раз «Вилла» проиграла в нём клубу «Ньюкасл Юнайтед». Смарт выступал за «Виллу» до 1934 года, сыграв в общей сложности 450 матчей и забив 8 голов.
В мае 1934 года перешёл в «Брирли Хилл Эллайенс», выступавший в Лиге Бирмингема и окрестностей. Два года спустя завершил карьеру футболиста.

## Карьера в сборной
9 апреля 1921 года дебютировал за сборную Англии в матче Домашнего чемпионата против Шотландии.
Всего провёл 5 матчей за сборную Англии.

### Список матчей за сборную Англии
| № | Дата            | Стадион                  | Соперник  | Результат | Турнир                     |
| - | --------------- | ------------------------ | --------- | --------- | -------------------------- |
| 1 | 9 апреля 1921   | «Хэмпден Парк», Глазго   | Шотландия | 0:3       | Домашний чемпионат 1920/21 |
| 2 | 3 марта 1924    | «Ивуд Парк», Блэкберн    | Уэльс     | 1:2       | Домашний чемпионат 1923/24 |
| 3 | 12 апреля 1924  | «Уэмбли», Лондон         | Шотландия | 1:1       | Домашний чемпионат 1923/24 |
| 4 | 24 октября 1925 | «Уиндзор Парк», Белфаст  | Ирландия  | 0:0       | Домашний чемпионат 1925/26 |
| 5 | 20 ноября 1929  | «Стэмфорд Бридж», Лондон | Уэльс     | 6:0       | Домашний чемпионат 1929/30 |

Итого: 5 матчей / 0 голов; 1 победа, 2 ничьих, 2 поражения

## Достижения
«Астон Вилла»
- Обладатель Кубка Англии: 1919/20
- Финалист Кубка Англии: 1923/24
- Вице-чемпион Англии: 1930/31, 1932/33

Сборная Англии
- Победитель Домашнего чемпионата: 1929/30

## Статистика выступлений
| Клуб             | Сезон            | Лига | Лига | Кубок | Кубок | Итого | Итого |
| Клуб             | Сезон            | Игры | Голы | Игры  | Голы  | Игры  | Голы  |
| ---------------- | ---------------- | ---- | ---- | ----- | ----- | ----- | ----- |
| Астон Вилла      | 1919/20          | 11   | 0    | 4     | 0     | 15    | 0     |
| Астон Вилла      | 1920/21          | 37   | 0    | 5     | 0     | 42    | 0     |
| Астон Вилла      | 1921/22          | 39   | 0    | 6     | 0     | 45    | 0     |
| Астон Вилла      | 1922/23          | 42   | 0    | 1     | 0     | 43    | 0     |
| Астон Вилла      | 1923/24          | 39   | 0    | 6     | 0     | 45    | 0     |
| Астон Вилла      | 1924/25          | 28   | 0    | 4     | 0     | 32    | 0     |
| Астон Вилла      | 1925/26          | 29   | 1    | 4     | 0     | 33    | 1     |
| Астон Вилла      | 1926/27          | 29   | 0    | 1     | 0     | 30    | 0     |
| Астон Вилла      | 1927/28          | 35   | 4    | 3     | 0     | 38    | 4     |
| Астон Вилла      | 1928/29          | 31   | 1    | 5     | 0     | 36    | 1     |
| Астон Вилла      | 1929/30          | 22   | 1    | 3     | 0     | 25    | 1     |
| Астон Вилла      | 1930/31          | 23   | 0    | 2     | 0     | 25    | 0     |
| Астон Вилла      | 1931/32          | 36   | 1    | 3     | 0     | 39    | 1     |
| Астон Вилла      | 1932/33          | 2    | 0    | 0     | 0     | 2     | 0     |
| Астон Вилла      | 1933/34          | 0    | 0    | 0     | 0     | 0     | 0     |
| Всего за карьеру | Всего за карьеру | 403  | 8    | 47    | 0     | 450   | 8     |